# オスカー・ドーリー
オスカー・ドーリー（Oscar Dorley, 1998年7月19日 - ）は、リベリア・モンロビア出身のサッカー選手。スラヴィア・プラハ所属。リベリア代表。ポジションはディフェンダー。

## 経歴
母国リベリアでのプレーを経てFKトラカイに加入した。2018年2月、FCスロヴァン・リベレツに期限付き移籍した。2019年1月、リベレツと3年半契約を結んだ。
2019年8月11日、スラヴィア・プラハの4年契約を結んだ。

### 代表歴
2016年7月5日のギニア代表戦でA代表デビュー。